# Фут, Джорджия Мей
Джорджия Мей Фут (англ. Georgia May Foote; род. 11 февраля 1991) — британская актриса, танцовщица и модель. Наиболее известными ролями актрисы являются: Элисон Симмонс в школьной драме BBC Грендж Хилл , в котором снималась с 2005 по 2008 и Кэти Армстронг в мыльной опере ITV Coronation Street. В 2015 году участвовала в шоу талантов BBC Strictly Come Dancing. Занимает 98 место в списке журнала FHM «100 сексуальных женщин».

## Ранняя жизнь
Окончила Elton High School в Бери, а затем поступила в Bury College. Имеет старшую сестру Кэти.

## Карьера
Дебютировала на британском телевидении в 2004 году. Исполнила роли жертвы убийств в двух фильмах: Анджелы Фрэйер в психологическом триллере Приговор и Чарли Уайтхем в Жизни на Марсе. Также она исполнила роль Роузи в телесериале Рассортировано, Кэти Бернс в сериале Врачи, Дженнифер Тандлер в драме BBC Несчастный случай (20 сентября 2008), Джулли Тиннисвуд в ITV драме Разбивающая сердца (3 мая 2009), Бриони в Ферме Эммердейл (апрель 2010) и Джеммы в Это Англия ’86. Появилась в роли Лорен в короткометражном фильме Любовные камни. Появилась в двух социальных рекламных роликах, затрагивающих проблему домашнего насилия. Снялась в Coronation Street в роли Джесс Барроус (18 января 2010), после чего вновь там появилась, но уже в другой роли — Кэти Армстронг. В 2015 году она оставила сериал, чтобы сосредоточиться на других телепроектах и на карьере модели.
В 2013 году Фрут была номинирована премию British Soap Awards в номинации «Сексуальная актриса» но в итоге уступила её коллеге по Coronation Street, актрисе Мишель Киган. В 2014 году она снова была номинирована на ту же премию, но в итоге также уступила её Мишель Киган, игравшую в сериале роль Тины Макинтайр. В 2015 году по опросу журнала FHM заняла 98 место в списке «100 сексуальных женщин». 1 место в этом списке заняла Мишель Киган.
В октябре 2014 года подписала контракт с модельным агентством Select Model Management.
Появилась в качестве гостя на таких телешоу как, Fake Reaction, All Star Family Fortunes, BBC Breakfast, Celebrity Juice и Loose Women.

### Strictly Come Dancing
См. статью Strictly Come Dancing (series 13) в английском разделе
13 августа 2015, стало известно Фут будет участвовать в тринадцатом сезоне шоу талантов BBC Strictly Come Dancing, который стартовал в сентябре 2015 года. Партнёром актрисы был профессиональный танцор Джованни Пернис. В итоге паре удалось прорваться в финал, набрав 40 баллов за исполнения Чарльстона, но заняли только второе место, вместе с Келли Брайт и Кевином Клифтоном, уступив первенство Джею Макгиннессу и Алеоне Вилани.
| Неделя | Танец/Песня                               | Жюри                | Жюри          | Жюри       | Жюри          | Жюри  | Результат      |
| ------ | ----------------------------------------- | ------------------- | ------------- | ---------- | ------------- | ----- | -------------- |
| Неделя | Танец/Песня                               | Крэйг Ревел Хоргвуд | Дарси Басселл | Лен Гудман | Бруно Тониони | Итого | Результат      |
| 1      | Джайв — «Dear Future Husband»             | 6                   | 7             | 7          | 7             | 27    | Нет            |
| 2      | Вальс — «Georgia on My Mind»              | 6                   | 6             | 6          | 7             | 25    | Сохранены      |
| 3      | Румба — «Writing’s on the Wall»           | 7                   | 7             | 6          | 7             | 27    | Сохранены      |
| 4      | Квикстеп — «Reach»                        | 7                   | 7             | 9          | 8             | 31    | Сохранены      |
| 5      | Сальса — «You Make Me Feel (Mighty Real)» | 7                   | 8             | 8          | 8             | 31    | Сохранены      |
| 6      | Танго — «Ghostbusters»                    | 8                   | 9             | 9          | 9             | 35    | Сохранены      |
| 7      | Самба — «Volare»                          | 8                   | 9             | 9          | 9             | 35    | Сохранены      |
| 8      | Чарльстон — «Hot Honey Rag»               | 9                   | 10            | 10         | 10            | 39    | Сохранены      |
| 9      | American Smooth — «I Have Nothing»        | 9                   | 9             | 10         | 10            | 38    | Сохранены      |
| 10     | Пасодобль — «The Final Countdown»         | 8                   | 8             | 8          | 9             | 33    | Сохранены      |
| 10     | Квикстеп — «Sing Sing Sing»               | Награждены          | 6             | Экстра     | Точки         | 39    | Сохранены      |
| 11     | Фокстрот — «Beauty and the Beast»         | 9                   | 9             | 9          | 9             | 36    | Два балла ниже |
| 12     | Ча-ча-ча — «I Will Survive»               | 8                   | 8             | 8          | 9             | 33    | Сохранены      |
| 12     | Венский вальс — «Runaway»                 | 9                   | 10            | 9          | 10            | 38    | Сохранены      |
| 13     | Румба — «Writing’s on the Wall»           | 9                   | 9             | 9          | 9             | 36    | Runners-Up     |
| 13     | Танцевальный спектакль — «Fix You»        | 9                   | 9             | 9          | 9             | 36    | Runners-Up     |
| 13     | Чарльстон — «Hot Honey Rag»               | 10                  | 10            | 10         | 10            | 40    | Runners-Up     |

## Фильмография
| Год        | Телесериал                          | Роль             | Примечания                    |
| ---------- | ----------------------------------- | ---------------- | ----------------------------- |
| 2004       | Приговор                            | Анджела Фейрли   | 3 эпизода                     |
| 2006       | Рассортировано                      | Роузи            | 3 эпизода                     |
| 2007       | Жизнь на Марсе                      | Чарли Уайтхэм    | 1 эпизод                      |
| 2007       | Врачи                               | Кэти Бернс       | 1 эпизод                      |
| 2005-08    | Грэндж Хилл                         | Элисон Симмонс   | Постоянная роль в сериале     |
| 2008       | Несчастный случай                   | Дженнифер Тербер | 1 эпизод                      |
| 2009       | Любовные камни                      | Лорен            | Короткометражка               |
| 2009       | Разбивающая сердца                  | Джули Тиннисвуд  | 1 эпизод                      |
| 2010       | Ферма Эммердейл                     | Брайони Грегсон  | 1 эпизод                      |
| 2010       | Это Англия 86                       | Джемма           | 2 эпизода                     |
| 2010       | Coronation Street                   | Джес Барроус     | 1 эпизод                      |
| 2010-15    | Coronation Street                   | Кэти Армстронг   | Постоянная роль в сериале     |
| 2012, 2013 | Loose Women                         | Играет саму себя | Guest panelist: 2 episodes    |
| 2013       | All Star Family Fortunes            | Играет саму себя | Конкурсант/участник дискуссии |
| 2013, 2016 | Celebrity Juice                     | Играет саму себя | Конкурсант/участник дискуссии |
| 2014       | Fake Reaction                       | Играет саму себя | Конкурсант/участник дискуссии |
| 2015       | Strictly Come Dancing               | Играет саму себя | Конкурсант/участник дискуссии |
| 2015       | Strictly Come Dancing: It Takes Two | Играет саму себя | Конкурсант/участник дискуссии |
| 2016       | Saturday Kitchen                    | Играет саму себя | 1 эпизод                      |
| 2016       | Затроленный                         | Холли            | Постоянная роль в сериале     |
| 2020       | Врачи                               | Грейси Брэдшоу   | Эпизод: «День из жизни…»      |

## Награды и номинация
| Год  | Результат | Премия                  | Номинация           | Фильм или сериал  | Персонаж       |
| ---- | --------- | ----------------------- | ------------------- | ----------------- | -------------- |
| 2013 | Номинация | The British Soap Awards | Сексуальная актриса | Coronation Street | Кэти Армстронг |
| 2014 | Номинация | The British Soap Awards | Сексуальная актриса | Coronation Street | Кэти Армстронг |

## Личная жизнь
В 2013 году Фут встречалась с водопроводчиком Джоном Сэйджем. Они разорвали помолвку в 2015 году. Позже начала встречаться с коллегой по Coronation Street, Шоном Уордом, но расстались спустя семь месяцев. В январе 2016 года Фут подтвердила, что была в отношениях с патртнёром по Strictly Come Dancing, танцором Джованни Пернисом, но они расстались в августе 2016 года.